# Colonia Cuauhtémoc, Tlaxcala
Colonia Cuauhtémoc är en ort i Mexiko.   Den ligger i kommunen Huamantla och delstaten Tlaxcala, i den sydöstra delen av landet, 120 km öster om huvudstaden Mexico City. Colonia Cuauhtémoc ligger 2 560 meter över havet och antalet invånare är 1 022.
Terrängen runt Colonia Cuauhtémoc är platt åt nordost, men åt sydväst är den kuperad. Runt Colonia Cuauhtémoc är det mycket tätbefolkat, med 2 261 invånare per kvadratkilometer. Närmaste större samhälle är Huamantla, 4,6 km öster om Colonia Cuauhtémoc. Trakten runt Colonia Cuauhtémoc består till största delen av jordbruksmark.